# Bray (Botswana)
Bray is een dorp in het district Kgalagadi in Botswana. De plaats telt 1041 inwoners (2011).